# 리럭턴트 드래곤
《리럭턴트 드래곤》(The Reluctant Dragon)는 미국의 월트디즈니가 제작한 해밀턴 러스크 감독의 1941년 애니메이션, 가족, 코미디 영화이다. 1941년 6월 20일 RKO 라디오 픽처스를 통해 개봉되었다. 로버트 벤츨리 등이 주연으로 출연하였고 월트 디즈니 등이 제작에 참여하였다.
이 영화의 처음 20분은 흑백으로 되어있으며 나머지는 테크니컬러로 구성되었다. 영화 대부분은 실사이며 4개의 짧은 애니메이션 부분들이 러닝 타임에 삽입되었다. 애니메이션 부분의 총 길이는 40분이다.

## 개요

### 개막
영화는 로버트 벤츨리가 수영장에서 장난감 오리에 다트를 던지며 노는 그의 집에서 시작된다. 그는 버뱅크로 운전하여 월트 디즈니 스튜디오 책임자에게 《리럭턴트 드래곤》의 판권을 팔고 싶지 않아 미루고 있다. 벤츨리의 아내가 그를 설득하여 디즈니에게 접근하게 하고, 그들은 월트 디즈니 스튜디오 (버뱅크)로 운전한다. 거기서 그녀는 쇼핑을 가는 동안 그를 스튜디오 문에 남겨둔다.

### 벤츨리의 스튜디오 운영 견학
도착 후 벤츨리는 지나치게 거만한 스튜디오 가이드 험프리(버디 페퍼 분)를 피한다. 스튜디오를 돌아다니던 벤츨리는 디즈니의 여러 운영 부문을 우연히 발견하고 셀 애니메이션 과정에 대해 배우는데, 그 중 일부는 직원 도리스(프랜시스 기퍼드 분)가 설명한다.
- 라이프 드로잉 교실: 애니메이터들이 실제 사물과 동물을 관찰하여 사람과 동물을 캐리커처하는 방법을 배우는 곳.
- 도널드 덕의 목소리인 클라렌스 내시와 클라라 클럭의 목소리인 플로렌스 길의 영화 음악 및 음성 녹음 세션.
- 《덤보》의 케이시 주니어 캐릭터가 나오는 만화를 위한 폴리 아티스트 세션. 도리스는 이 장면에서 기차의 목소리를 만드는 데 사용된 소노복스를 시연한다.
- 사진기실: 멀티플레인 카메라 시연이 특징이다. 벤츨리가 카메라실에 들어서자 영화는 회색조와 흑백에서 테크니컬러로 바뀐다(오즈의 마법사처럼), 이에 벤츨리는 (제4의 벽을 깨고) 자신의 이제 빨간색과 파란색이 된 넥타이와 노란색 《리럭턴트 드래곤》 이야기책을 살펴보며 "아...테크니컬러!"라고 말한다. 도리스가 카메라실을 안내하러 오자 그녀는 벤츨리에게 자신을 기억하는지 묻는다. 그의 대답: "네, 하지만 테크니컬러에서는 훨씬 다르게 보이네요!" 도널드 덕이 카메라 스탠드에 나타나 애니메이션과 애니메이션 촬영의 메커니즘을 설명하는 데 도움을 준다.
- 잉크 앤 페인트 부서: 테크니컬러를 보여주는 몽타주가 포함된 도료 부서. 도리스는 《밤비》의 제목 캐릭터의 완성된 셀을 보여준다(이것은 《밤비》의 제목 캐릭터의 첫 등장이었다).
- 마케트 제작 부서: 애니메이터들이 캐릭터를 모든 측면에서 상상할 수 있도록 마케트(작은 상 (형상))를 만든다. 전시된 마케트 중 일부는 《레이디와 트램프》의 새라 이모, 시, 앰과 《피터 팬》의 피터 팬, 캡틴 훅, 팅커벨, 스미 씨, 존과 마이클 달링이 포함되어 있었다. 두 영화 모두 이 시점에 개발 중이었지만, 제2차 세계 대전으로 인해 지연되어 1950년대까지 완성되지 못했다. 또한 《환타지아》의 흑인 얼룩말 켄타우레테도 전시되어 있었는데, 벤츨리는 이를 감탄한다. 당직 직원은 벤츨리의 마케트를 만들어주는데, 이는 여러 해 후에 워너 브라더스 카툰 감독인 척 존스가 구매하여 소유하게 된다.
- 스토리보드 부서: 한 그룹의 이야기꾼들(그 중 한 명은 앨런 래드가 가장 많은 스크린 타임으로 연기한다)이 벤츨리에게 새로운 단편 영화 아이디어인 베이비 빔즈(Baby Weems)를 시험한다. 이야기는 리미티드 애니메이션을 사용하여 애니매틱 또는 스토리 릴 형태로 관객에게 보여진다. 20세기 폭스에서 이 영화를 감독하기 위해 대여된 앨프리드 워커는 나중에 디즈니 직원이 1930년대 초반에 이전의 삽화 스크립트에서 발전시킨 스토리보드를 사용한 최초의 외부 영화 감독이 되었다. 이 부분에서 카메라 앞에서 말하는 실제 젊은 스튜디오 아티스트 중 한 명은 존 데너이며, 그는 나중에 주요 캐릭터 배우가 되었다.
- 애니메이터 방에는 워드 김볼, 프레드 무어, 놈 퍼거슨이 있다. 벤츨리는 김볼이 구피를 애니메이션하는 것을 지켜본다. 그와 관객들은 또한 새로운 구피 만화인 《How to Ride a Horse》의 미리보기를 볼 수 있는데, 이는 구피 시리즈의 많은 하우 투 패러디 중 첫 번째이다. (RKO는 나중에 1950년 2월 24일 《How to Ride a Horse》를 존 맥클리시가 내레이션을 맡고 클라렌스 내시가 구피의 말 퍼시 역을 맡은 독립 단편으로 재개봉했다.) 구피 프레젠테이션을 본 후, 벤츨리는 퍼거슨이 플루토를 애니메이션하는 것을 목격한다.
- 영화 내내 벤츨리의 뒤를 한 발짝씩 따라다니던 험프리는 마침내 그를 붙잡아 월트 디즈니에게 직접 데려다주는데, 디즈니는 막 완성된 영화를 상영하려는 스튜디오 영사실에 있다. 벤츨리가 앉자 그는 디즈니에게 애니메이션 셀과 마케트를 건네주고, 주머니에서 켄타우레테를 발견한다. 디즈니는 벤츨리를 그들에게 합류하도록 초대하는데, 벤츨리는 약간 당황하면서도 안도하며, 그들이 상영하는 영화는 벤츨리가 월트에게 각색해 달라고 원했던 바로 그 책, 《리럭턴트 드래곤》을 바탕으로 한 두 릴(20분)짜리 단편 영화이다.

### 리럭턴트 드래곤
만화는 이야기의 내레이터의 소개로 시작된다. 기사 (군사)와 피에 굶주린 용에 대한 책을 읽는 주요 등장인물 중 한 명인 소년이 소개된다. 그의 아버지가 괴물을 보았다고 주장하며 달려온다. 소년은 아버지에게 그것은 단지 용일 뿐이라고 안심시키지만, 아버지는 두려움에 떨며 마을로 도망친다.
소년은 용의 은신처로 가서 사나운 짐승이 아닌 수줍고 시를 좋아하는 생명체와 마주한다. 용이 얼마나 좋은 생명체인지 보고 놀랐지만, 소년은 그와 친구가 된다. 마을로 돌아온 소년은 용을 죽이는 용사 길레스 경이 도착했음을 발견한다. 그는 용에게 싸워야 한다고 말하러 달려가지만, 용이 절대 싸우지 않을 것이라고 발표하자 실망한다. 소년은 길레스 경(원작의 성 게오르기우스가 아님)을 방문하고, 길레스 경이 노인임이 밝혀진다. 소년은 길레스 경에게 용이 절대 싸우지 않을 것이라고 말하고 그들은 그를 방문하기로 결정한다.
길레스 경과 소년은 용이 소풍을 즐기고 있을 때 그를 방문한다. 길레스 경도 시를 짓는 것을 좋아한다는 사실이 밝혀지고, 용과 길레스 경은 서로에게 노래를 부른다. 소년은 자신의 시를 낭송해도 되는지 묻는다. 이를 통해 그는 그들에게 싸움을 주선하라고 소리치는 기회를 얻는다. 용은 떠나지만 길레스 경의 칭찬에 동굴 밖으로 다시 설득된다. 용과 길레스 경은 결국 싸우기로 결정하지만, 길레스 경과 소년이 떠나자 용은 자신이 우연히 싸움에 동의했음을 충격적으로 깨닫고 길레스 경과 소년에게 마음을 바꿨다고 말하려 하지만 그들은 그를 무시하고 용은 자신이 왜 입을 다물지 못하는지 혼잣말을 한다. 다음 날, 마을 사람들은 싸움을 보기 위해 모인다. 길레스 경은 용을 기다린다.
동굴 안에서 용은 너무 무서워서 싸울 수 없고 불을 뿜을 수도 없다. 소년이 용을 "풋내기 시인"이라고 부르자 용은 화가 나서 결국 불을 뿜는다. 용은 이제 사나워져서 기뻐 날뛴다. 싸움이 시작되고, 길레스 경은 검으로 용을 쫓아 동굴 안으로 들어가고, 그들은 차를 마시며 싸우는 것처럼 소리를 낸다. 밖에서는 서로에게 돌진하여 거대한 구름을 만들어낸다. 안에서는 춤을 추고, 길레스 경은 용을 죽일 때가 되었다고 말하지만, 가짜로 죽이는 것이라고 밝히자 용은 신이 난다. 길레스 경은 창을 용의 팔 밑에 놓고, 용은 구름 밖으로 뛰어올라 극적인 죽음 장면을 연기한다. 이야기는 용이 사회에 받아들여지는 것으로 끝나고, 용은 시를 낭송한다:
"나는 더 이상 폭언하거나 포효하지 않고, 시골을 황폐하게 하지 않겠다고 약속한다!"
길레스 경은 애니메이터들에 의해 다소 돈키호테처럼 그려진다.

### 결말
영화는 벤츨리와 그의 아내가 집으로 운전하는 것으로 끝난다. 그녀는 그가 영화를 팔지 못했고, 꾸물거리다가 디즈니가 이미 영화를 제작했기 때문에 판권을 팔 기회를 놓쳤다고 그를 비난한다. 그는 도널드 덕 스타일로 "흥"하고 대답한다.

## 개봉 및 반응
이 영화는 디즈니 애니메이터 파업이 한창이던 1941년에 개봉되었다. 파업 노동자들은 불공정한 사업 관행, 낮은 임금, 인정 부족, 편애 등으로 디즈니를 공격하는 표지판을 들고 영화 시사회에서 시위를 벌였다. 한 극장에서는 동조자들이 "《리럭턴트 디즈니》라는 문구가 적힌 용 복장"을 입고 거리를 행진했다.
일부 비평가와 관객들은 이 영화가 《백설 공주와 일곱 난쟁이 (영화)》나 《피노키오 (1940년 영화)》와 같은 장편 애니메이션 영화가 아니라 본질적으로 네 편의 단편 만화와 다양한 실사 삽화의 모음이라는 사실에 실망했다. 반면에 포토플레이는 "월트 디즈니의 비옥한 마음에서 튀어나온 가장 영리한 아이디어 중 하나이며, 디즈니 스튜디오의 쿠커스 투어, 미키 마우스 왕국의 비하인드 스토리, 그리고 디즈니의 최신 만화 두 편을 조합한 희귀한 결과물... 영리하게 구상되고 실행되었다"고 평했다.
《리럭턴트 드래곤》은 제작비 60만 달러가 들었으며, 96만 달러의 수익을 올렸고, 이 중 46만 달러는 미국과 캐나다에서 발생했다.
이 영화는 로튼 토마토에서 5개의 리뷰를 바탕으로 100% 평가를 받았다.

## 출연

### 주연
- 로버트 벤츨리
- 나나 브라이언트
- 버디 페퍼

### 조연
- 프란시스 기포드
- 바넷 파커
- 클로드 앨리스터
- 빌리 리

## 기타
- 원작자: 케네스 그레이엄
- 특수효과: 어브 이웍스
- 애니메이션: 워드 킴볼
- 애니메이션: 존 P. 밀러
- 애니메이션: 울프강 라이트만
- 애니메이션: 잭 캠벨
- 애니메이션: 조 그랜트
- 애니메이션: 딕 휴머

## 같이 보기
- 월트 디즈니 픽처스의 영화 목록